# パウル・クーニチュ
パウル・クーニチュ（独: Paul Kunitzsch、1930年7月14日 - 2020年5月7日）は、ドイツのアラビア学・科学史研究者。ギリシャからアラビアへ、アラビアからヨーロッパへの学問・知識の伝播に関心をもち、ギリシャ語・ラテン語・アラビア語などに精通して、原典資料に基づいた緻密な研究を行った。特にアラビアやヨーロッパの星の名前についての研究で優れた業績をあげ、この分野の学問的基礎を築いた。

## 生涯[1]
1930年7月14日、ドイツのブランデンブルク州プリーグニッツ郡（当時はオスト・プリーグニッツ郡 Ostprignitz）のノイ・クリュソー（Neu-Krüssow、ベルリンとハンブルクの中間あたりの小さな町プリッツヴァルクの郊外）で生まれた。1937年に両親と弟と一緒にベルリンに移る。1944年から人文系のカント・ギュムナジウム Kant-Gymnasium で学ぶ。ここで天文学とヘブライ語の授業を受けたことが、星名やセム諸語への興味をかき立て、後の60年以上わたる研究のもとになったようである(Van Dalen 2020)。この頃すでにアラビア語にも関心を持ち、独学で勉強を始めた。またギリシャ語とラテン語は当時のギュムナジウムでは必修科目であった。こうしてクーニチュはオリエント学 Orientalistik と古典文献学 klassische Philologie （ギリシャ・ローマの古典を研究する学問）の専門研究を目指すことになり、1950年にギュムナジウムを卒業すると、1951年にミュンヘン大学（正式名ルートヴィヒ・マクシミリアン大学ミュンヘン ドイツ語: Ludwig-Maximilians-Universität München）に入学した。そこで著名なオリエント学者のアントン・シュピターラーと出会い、以後さまざまな支援を受けることになる。1952年からはベルリン自由大学 Freie Universität Berlin に移り、1956年に、ヨーロッパにおけるアラビア由来の星名の研究で、オリエント学の博士号を取得した。1957年には古典文献学の国家試験にも合格している。
1956/57年にゲッティンゲン大学（ゲオルク・アウグスト大学ゲッティンゲン Georg-August-Universität Göttingen）でアラビア語を教えたが、定職は得られず、1957年から1960年にかけて、カイロのゲーテ・インスティトゥート Goethe-Institut （ドイツの国際交流およびドイツ語普及のための機関）でドイツ語の講師を務めた。この間、中近東の各地を旅行するとともに、カイロのアラビア語写本研究所 معهد المخطوطات العربية がアラブ世界の各地から収集したアラビア語写本のマイクロフィルムのうち、天文学関係の目録作成にあたった。1960年から1963年はドイツ国内のゲーテ・インスティトゥートに勤務し、1963年から1968年はケルンのドイチェ・ヴェレ Deutsche Welle （ドイツ国際放送局）のアラビア世界担当のコンサルタントを務めた。その後1969年から1970年までドイツ研究振興協会 Deutsche Forschungsgemeinschaft (DFG) の奨学金を得て、プトレマイオスの『アルマゲスト』とその恒星表のアラビアとラテン（ヨーロッパ）での伝統に関する研究を行い、1971年にミュンヘン大学から大学教授資格を取得した。1975年にミュンヘン大学のセム学研究所 Institut für Semitistik （現在は他の部署と統合して「中近東研究所」Institut für den Nahen und Mittleren Osten と改称） のアラビア学講師となり、1977年に員外教授、1978年に正教授となった。アラビア語関係の授業を担当し、新聞記事やエッセー、文学作品の抜粋や歴史資料などの講読を行なうとともに、アラビア科学史に関するテーマのセミナーも持った。クーニチュの学問的要求水準は高く、アラビア語を学びたいという若者にクーニチュは「あなたはギリシャ語とラテン語ができ、フランス語、ドイツ語、英語が読めますよね」と言ったと伝えられている(Lorch, 2020 & p.286)。1995年に引退。その後はメンゾ・フォルカーツ が所長を務めていたミュンヘン大学自然科学史研究所 Institut für Geschichte der Naturwissenschaften an der Ludwig-Maximilians-Universität München （ドイツ博物館 Deutsches Museum に設置されていた）を拠点として、リチャード・ローチ Richard Lorch らと積極的に共同研究を行い、多くの成果を挙げた(Van Dalen 2020, p. 282)。2020年5月7日にミュンヘンで死去。生涯独身であった。ローチによれば、クーニチュは「私の本が私の子供」と言っていたそうである(Lorch 2020, p. 286)。
クーニチュはヨーロッパやアラブ世界の各地で、ドイツ語や英語、アラビア語で多数の講演を行った。学会関係では、1967年に国際科学史アカデミー Académie Internationale d’Histoire des Sciences の通信会員になり、1986年に正会員となった。また、1985年からバイエルン学術アカデミー の正会員であった。さらに、1992年からはカイロのアラビア語アカデミーの通信会員でもあった。1997年にヨルダン天文学会 الجمعية الفلكية الأردنية Jordanian Astronomical Society から名誉盾を、2014年には、アラブ首長国連邦のシャルジャにおいて、アラブ天文宇宙科学連合 الاتحاد العربي لعلوم الفضاء والفلك Arab Union for Astronomy and Space Sciences （本部はヨルダン）からスーフィー・メダルを授与された(Van Dalen 2020, p. 278) (Thomann 2020, pp. 300–301)。

## 業績
クーニチュの学問的著作は、書評や辞典項目なども含めると300点以上にも及ぶ。それらは年代順に整理されて目録が作られ、1～367の番号が付けられている。
その第1番は、エジプトでドイツ語講師をしていたときにまとめられ、アラビア語で出版された『マイクロフィルムにされた写本の目録』 第3巻「科学」・第1部「天文・占星・測時」（1958年）である。これはカイロの「アラビア語写本研究所」が所蔵する写本の目録シリーズのうちの1冊で、どのような原資料（写本）が存在するかを明らかにするという、アラビア科学史研究の基礎となる重要な仕事である。
クーニチュの研究の中心であるアラビア・ヨーロッパの星名研究の最初の大きな成果は、博士論文（1956年）を発展させた第2番 『ヨーロッパにおけるアラビアの星名』（1959年）である。これはヨーロッパ中世の写本（主として出版されたもの）や天文器具、近代の印刷本やさらには執筆当時の各種の事典などに見られる星の名前のうち、アラビア起源であるのものを徹底調査したもので、アストロラーブに使われる星63個および（それらを含む）210個の星について、その星名のさまざまな語形やその出現箇所、由来や変遷などが資料に基づいて詳しく論じられている。
次の重要な成果は、第4番『アラブ人たちの星名語彙の研究』（1961年）である。ヨーロッパという視点を離れて、アラビアでの星名そのものを、イブン=クタイバ ابن قتيبة Ibn Qutayba （9世紀）やスーフィー الصوفي aṣ-Ṣūfī （10世紀）、マルズーキー المرزوكي al-Marzūkī （10-11世紀）、ビールーニー البيروني al-Bīrūnī （10-11世紀）など、多くのアラビア語の原典資料に基づいて詳しく調べたものである。アラビアの星名はギリシャに由来するものも多いが、ここではそれらを除き、アラビア固有の星名に限って、329個の星名を論じている。
この２つの著作は、現在でもアラビア・ヨーロッパの星名の研究で必須の基本文献となっている。
これらは個々の星名を扱った研究であるが、第8番 『10世紀から14世紀の天文学写本における星表のタイプ』（1966年）は星表の研究である。アストロラーブ製作に関するヨーロッパのさまざまな論考の多数の写本を調べ、そこに収録されている星表を調査して、17のタイプを見出している。これは『ヨーロッパにおけるアラビアの星名』を補うものであると同時に、星名だけでなく経度や緯度の数値も含み、中世ヨーロッパにおいて主な恒星がどのように捉えられていたかが、一覧の形でよく分かるものになっている。
その後クーニチュは、アラビア・ヨーロッパの星名（および天文学の知識全般）にきわめて大きな影響を与えたギリシャのプトレマイオスの『アルマゲスト』に取り組み、第35番『「アルマゲスト」 ― アラビア語・ラテン語での伝承におけるプトレマイオスの「マテーマティケー・シュンタクシス」』(1974年) を出版した。これは大学教授資格取得の際の論文 (1971年) に基づくもので、科学史上もっとも重要な書物の１つである『アルマゲスト』のアラビアとヨーロッパにおける伝承についての、初めての本格的な研究である。前半では、『アルマゲスト』のアラビア語訳・ラテン語訳の参照可能なすべての写本およびその他の１次文献に基づいて、失われた中世ペルシャ語訳やシリア語訳をも含む、『アルマゲスト』の伝承の詳細を明らかにした。後半は星名の研究で、『アルマゲスト』第7-8巻を占める恒星表（48星座、1025星）の星座名のギリシャ語原語とアラビア語訳・ラテン語訳の詳細なリストと、星名（キーワード655個）の同様なリストからなる。
これをさらに進めたのが、第113番『「アルマゲスト」の恒星表 ― アラビア・中世における伝統』（1989-91年）という、3巻からなる大著である。これは『アルマゲスト』の恒星表のアラビア語訳とラテン語訳を、諸写本を参照して校訂したものである。『アルマゲスト』のギリシャ語原典の校訂は19世紀末から20世紀初頭にかけて出版されていたが、一部とはいえ、科学史上で大きな影響を与えたアラビア語訳・ラテン語訳の校訂はこれが最初である。これによって、初めて学問的に信頼できるテキストが提示され、さらなる研究の基礎が築かれた。現在、このクーニチュの仕事を受け継いで、『アルマゲスト』全体のアラビア語訳とラテン語訳の校訂と研究を目指す大規模なプロジェクト Ptolemaeus Arabus et Latinus (PAL)  が進められている。
これらのほか、アラビア・ヨーロッパの天文学や数学などに関する多くの論文があり、重要なものは第162番（1989年）と第282番（2004年）の２つの論文集にまとめられている。
晩年には、ローチと共同でテオドシオスの『球論』などのアラビア語訳・ラテン語訳の校訂や（第329番、第331番など）、ラルフ・ノイホイザー Ralph Neuhäuser たちと共同でアラビアでの超新星の記録などの研究も行っている（第347番など）。
科学史関係以外では、12世紀のヴォルフラム・フォン・エッシェンバッハ Wolfram von Eschenbach の『パルツィファル』 Parzival を中心に、中世ヨーロッパの文学作品におけるアラビアなどからの影響について論じた一連の論文があり、第223番の論文集にまとめられている。
なお、スマートとの共著 [131] ([297]) 『現代の星の名前とその由来のショート・ガイド』は、クーニチュの名を冠しているが、序文によれば、クーニチュの研究と助言に基づいてスマートが著したものである。「現代の英語の星名の由来」を簡潔にまとめた小著で、天文愛好家や天文学者向けの一般書であり、歴史学者に向けた専門書ではない 。国際天文学連合が2016年から恒星の固有名を正式に定める作業を続けているが、その際の参考文献として、『ヨーロッパにおけるアラビアの星名』とともに本書が挙げられている。

## 主な著作
以下のリストで、冒頭の [  ] 内の数字はFolkerts & Lorch (2000), pp.7-27 およびThomann (2020), pp.306~312  による著作目録での番号。

### 単著
- [1] 1958年：فهرس المخطوطات المصوّرة ،  الجزء الثالث :  العلوم ،  القسم الأوّل :  الفلك - التنجيم - الميقات ،     Catalogue of microfilmed manuscripts, Vol.3: Sciences, Part.1: Astronomy, astrology, time-keeping. جامعة الدول العربية / معهد المخطوطات العربية ،  القاهرة .  Arab League, Institute of Arabic Manuscripts, Cairo.
- [2] 1959年：Arabische Sternnamen in Europa, Otto Harrassowitz, Wiesbaden.
- [4] 1961年：Untersuchungen zur Sternnomenklatur der Araber, Otto Harrassowitz, Wiesbaden.
- [8] 1966年：Typen von Sternverzeichnissen in Astronomischen Handschriften des Zehnten bis Vierzehnten Jahrhunderts, Otto Harrassowitz, Wiesbaden.
- [35] 1974年：Der Almagest. Die Syntaxis Mathematica des Claudius Ptolemäus in arabisch-lateinischer Überlieferung, Otto Harrassowitz, Wiesbaden.
- [49] 1975年：Ibn aṣ-Ṣalāḥ: Zur Kritik der Koordinatenüberlieferung im Sternkatalog des Almagest (= Abhandlungen der Akademie der Wissenschaften in Göttingen, Philologisch-Historische Klasse, Dritte Folge, Nr. 94), Vandenhoeck & Ruprecht, Göttingen.
- [66] 1977年：Mittelalterliche astronomisch-astrologische Glossare mit arabischen Fachausdrücken  (= Sitzungsberichte der Bayerischen Akademie der Wissenschaften, Philosophisch-Historische Klasse, Jahrgang 1977, Heft 5), Beck, München.
- [107] 1983年：Glossar der arabischen Fachausdrücke in der mittelalterlichen europäischen Astrolabliteratur  (= Nachrichten der Akademie der Wissenschaften in Göttingen, I. Philosophisch-Historische Klasse, Jahrgang 1982, Nr.11, S. 455-571), Vandenhoeck & Ruprecht, Göttingen.
- [110] 1983年：Über eine anwāʾ-Tradition mit bisher unbekannten Sternnamen  (= Sitzungsberichte der Bayerischen Akademie der Wissenschaften, Philosophisch-Historische Klasse, Jahrgang 1983, Heft 5), Beck, München.
- [133] 1986-1991年：Claudius Ptolemäus: Der Sternkatalog des Almagest. Die arabisch-mittelalterliche Tradition
  - [133a] 1986年：Band 1, Die arabischen Übersetzungen , Otto Harrassowitz, Wiesbaden.
  - [133b] 1990年：Band 2, Die lateinische Übersetzung Gerhards von Cremona, Otto Harrassowitz, Wiesbaden.
  - [133c] 1991年：Band 3, Gesamtkonkordanz der Sternkoordinaten, Otto Harrassowitz, Wiesbaden.
- [134] 1986年：Peter Apian und Azophi: Arabische Sternbilder in Ingolstadt im frühen 16. Jahrhundert (= Sitzungsberichte der Bayerischen Akademie der Wissenschaften, Philosophisch-historische Klasse, Jahrgang 1986, Heft 3), Beck, München.
- [234] 1997年：Neuzeitliche europäische Himmelsgloben mit arabischen Inschriften (= Sitzungsberichte der Bayerischen Akademie der Wissenschaften, Philosophisch-historische Klasse, Jahrgang 1997, Heft 4), Beck, München.
- [289] 2005年：Zur Geschichte der ‘arabischen’ Ziffern (= Sitzungsberichte der Bayerischen Akademie der Wissenschaften, Philosophisch-historische Klasse, Jahrgang 2005, Heft 3), Beck, München.

### 共著
- [131] 1986年：Short Guide to Modern Star Names and Their Derivations, Otto Harrassowitz, Wiesbaden. （Tim Smart との共著）
  - [297] 2006年：A Dictionary of Modern Star Names ― A Short Guide to 254 Star Names and Their Derivations, Sky Publishing, Cambridge, Massachusetts.（[131] の新版、辞典本文は γ Vel以外は旧版と同一）
- [181] 1992年：Die Plejaden in den Vergleichen der arabischen Dichtung (= Beiträge zur Lexikographie des Klassischen Arabisch, Nr. 9), Beck,  München. （Manfred Ullmann との共著）
- [200] 1994年：Maslama's Notes on Ptolemy's Planisphaerium and Related Texts (= Sitzungsberichte der Bayerischen Akademie der Wissenschaften, Philosophisch-Historische Klasse, Jahrgang 1994, Heft 2), Beck,  München. （Richard Lorch との共著）
- [249] 1999年： The Melon-shaped Astrolabe in Arabic Astronomy (Boethius, Bd. 43), Franz Steiner Verlag, Stuttgart.（E. S. Kennedy および Richard Lorch との共著）
- [329] 2010年：Theodosius. Sphaerica: Arabic and Medieval Latin Translations (= Boethius. Texte und Abhandlungen zur Geschichte der Mathematik und der Naturwissenschaften, Bd. 62), Franz Steiner, Stuttgart.（Richard Lorch との共著）
- [331] 2011年：Theodasius. De habitatianibus. Arabic and Medieval Latin Translations (=  Sitzungsberichte der Bayerischen Akademie der Wissenschaften, Philosophisch-Historische Klasse, Jahrgang 2011, Heft 1), Beck,  München.（Richard Lorch との共著）
- [347] 2015年：“Arabische Beobachtungen historischer Supernovae”, in: Gudrun Wolfschmidt (ed.), Astronomie in Franken. Von den Anfängen bis zur modernen Astrophysik (= Nuncius Hamburgensis: Beitriige zur Geschichte der Naturwissenschaften, 31) , tredition, Hamburg, pp.518-559.（Ralph Neuhäuser, Wafiq Rada との共著）目次

### 論文集
- [162] 1989年：The Arabs and the Stars ― Texts and Traditions on the Fixed Stars, and their Influence in Medieval Europe (Collected Studies Series: CS307), Variorum Reprints, Northampton.
- [223] 1996年：Reflexe des Orients im Namengut mittelalterlicher europäischer Literatur. Gesammelte Aufsätze (= Documenta Onomastica Litteralia Medii Aevii (DOLMA), Reihe B: Studien, Bd. 2), Georg Olms, Hildesheim/Zürich/New York . 目次（収録論文一覧）
- [282] 2004年：Stars and Numbers ― Astronomy and Mathematics in the Medieval Arab and Western Worlds (Variorum Collected Studies Series: CS791), Ashgate, Aldershot.

## 伝記資料
- Folkerts, Menso; Lorch, Richard, eds. (2000), Sic itur ad astra. ― Studien zur Geschichte der Mathematik und Naturwissenschaften. Festschrift für den Arabisten Paul Kunitzsch zum 70. Geburtstag., Wiesbaden: Harrassowitz Verlag, ISBN 3-447-04290-7. （1-6ページに編者による評伝 “Paul Kunitzsch 70 Jahre”, 7-27ページに2000年までの著作一覧〔学術関係254点、その他17点〕がある。）

- Thomann, Johannes (2020), “Paul Kunitzsch”, Der Islam 97:  pp. 299-312. （306-312ページに2000年以降の著作一覧〔255-367番〕がある。

- Van Dalen, Benno (2020), “In Memoriam Paul Kunitzsch”, Suhayl 18:  pp. 277-284. （Vol.18の正式な出版年は 2020-2021。）
- Lorch, Richard (2020), “Memories of Paul Kunitzsch”, Suhayl 18:  pp. 285-286. （正式な出版年は2020-2021）

## 注
1. ↑  主にFolkerts & Lorch 2000, pp.1-6 の 記述による。
2. ↑  プリーグニッツ郡の歴史参照。
3. ↑  プリーグニッツ郡の自治体参照
4. ↑  この発言の背景は不明だが、おそらくアラビア科学史の研究を志す学生に対してのものであろう。アラビア科学史の研究者には、これは必須の条件である。
5. ↑  Folkerts & Lorch 2000, pp.7-27 および Thomann 2020, pp.306-312.
6. ↑  後に、キングが同様の調査を行っている。David A. King, A Survey of the Scientific Manuscripts in the Egyptian National Library, (Publications of the American Research Center in Egypt), Winona Lake, Ind.: Eisenbrauns, 1986, 331 pp. その意義については、クリストファー・ウォーカー編（山本啓二・川和田晶子訳）『望遠鏡以前の天文学』 恒星社厚生閣 2008年、200頁を参照。
7. ↑  『アルマゲスト』の原題はギリシャ語で『マテーマティケー・シュンタクシス』 Μαθηματικὴ σύνταξις Mathēmatikē syntaxis, “数理学の（体系的な）書物” であった。『アルマゲスト』という題名は、ギリシャ語圏内で生まれた呼び名 (ἡ) μεγίστη (hē) megistē “大きい方の”（あるいは“最大の”）が（おそらく中世ペルシャ語経由で）アラビア語に写され（ المجسطي al-maǧisṭī）、さらにラテン語に写されて（Almagestī）、そこから英語やドイツ語の Almagest になったという伝承経路を反映したものである。しかし、ギリシャ語圏内での「メギステー」という呼称はアラビア語の呼称から推定されるが、実際には確認されていないので、クーニチュはこの著書の表題において「アルマゲスト」という言葉を、アラビア語訳とラテン語訳を指して使っている。
8. ↑   Parzival のカナ表記について、ここでは『独和大辞典』（第２版）および  Duden（2024年1月3日 閲覧）に従う。
9. ↑  初版11頁、新版12頁。
10. ↑  「ヨーロッパの星名の歴史」という視点で書かれたものではない。また、異なる綴りの英語名があるものは、そのうちの１つだけに限定している。
11. ↑  ピングリー David Pingreeによる書評（Journal for the History of Astronomy, Vol.19, 1988, p.59. ）
12. ↑  さらに、学術書や学術論文では使用することがありえない非学問的な発音記号（アメリカの主要な英語辞書の方式に倣ったもの）による不適切な発音表記がなされている。初版はドイツの権威ある学術出版社から出たが、新版は一般向け天文書を多く出版しているアメリカの出版社に変更された。
13. ↑  Bulletin of the IAU Working Group on Star Names, No. 2